# Hanušovce nad Topľou
Hanušovce nad Topl'ou este un oraș din Slovacia. Localitatea se află la altitudinea de 197 m deasupra n.m., se întinde pe o suprafață de 14,375 km2 și în 2017 număra 3 768 de locuitori.

## Istoric
Localitatea Hanušovce nad Topl'ou este atestată documentar din 1332.

## Demografie
| An:                | 1994 | 2004   | 2014   | 2024   |
| ------------------ | ---- | ------ | ------ | ------ |
| Număr de persoane: | 3456 | 3668   | 3752   | 3728   |
| Diferență:         |      | +6,13% | +2,29% | −0,63% |

| An:                | 2023 | 2024   |
| ------------------ | ---- | ------ |
| Număr de persoane: | 3730 | 3728   |
| Diferență:         |      | −0,05% |